# AIDS Wolf
AIDS Wolf is een Canadese noise rock band, die debuteerde op Pasalymany tapes maar tegenwoordig bij Skin Graft Records en Lovepump United onder contract staat.

## Discografie
- Freedom Summer cassette (2005) Pasalymany Tapes
- Live Deth 3" CDR (2005) co-released by the band and Kitty Play Records
- AIDS Wolf/The Fugue 7" split (2005) Blood of the Drash Records
- The Lovvers LP (2006) Skin Graft Records (vinyl format) & Lovepump United Records (cd format)
- AIDS Wolf/Dmonstrations/Pre/Crack und Ultra Eczema 2 x 7" 4-way split (LPU 7" Series vol. 1) (2006) Lovepump United Records
- Clash of the Life-Force Warriors AIDS Wolf vs. Athletic Automaton collaborative cd/LP (2007) Skin Graft Records
- Live Dates AIDS Wolf/PRE 7" split (2007) Skin Graft Records
- Chipped Teeth 7" (2008) SlowBoy Records
- Cities of Glass LP (2008) Lovepump United Records

### Compilatie-bijdrage
- Subbacultcha! May 2008 - track 17 Lust in the Dust Pan